# Llista d'asteroides/193901-194000
| Nom      | Designació provisional | Data de descobriment   | Lloc de descobriment | Descobridor/s  |
| -------- | ---------------------- | ---------------------- | -------------------- | -------------- |
| 193901 - | 2001 QZ237             | 24 d'agost de 2001     | Socorro              | LINEAR         |
| 193902 - | 2001 QJ242             | 24 d'agost de 2001     | Socorro              | LINEAR         |
| 193903 - | 2001 QC245             | 24 d'agost de 2001     | Socorro              | LINEAR         |
| 193904 - | 2001 QB247             | 24 d'agost de 2001     | Socorro              | LINEAR         |
| 193905 - | 2001 QN247             | 24 d'agost de 2001     | Socorro              | LINEAR         |
| 193906 - | 2001 QP247             | 24 d'agost de 2001     | Socorro              | LINEAR         |
| 193907 - | 2001 QT247             | 24 d'agost de 2001     | Socorro              | LINEAR         |
| 193908 - | 2001 QR248             | 24 d'agost de 2001     | Socorro              | LINEAR         |
| 193909 - | 2001 QH249             | 24 d'agost de 2001     | Socorro              | LINEAR         |
| 193910 - | 2001 QY249             | 24 d'agost de 2001     | Haleakala            | NEAT           |
| 193911 - | 2001 QW252             | 25 d'agost de 2001     | Socorro              | LINEAR         |
| 193912 - | 2001 QT255             | 25 d'agost de 2001     | Socorro              | LINEAR         |
| 193913 - | 2001 QV255             | 25 d'agost de 2001     | Socorro              | LINEAR         |
| 193914 - | 2001 QA261             | 25 d'agost de 2001     | Socorro              | LINEAR         |
| 193915 - | 2001 QE268             | 20 d'agost de 2001     | Socorro              | LINEAR         |
| 193916 - | 2001 QF270             | 19 d'agost de 2001     | Socorro              | LINEAR         |
| 193917 - | 2001 QF273             | 19 d'agost de 2001     | Socorro              | LINEAR         |
| 193918 - | 2001 QH276             | 19 d'agost de 2001     | Socorro              | LINEAR         |
| 193919 - | 2001 QS278             | 19 d'agost de 2001     | Socorro              | LINEAR         |
| 193920 - | 2001 QO284             | 30 d'agost de 2001     | Palomar              | NEAT           |
| 193921 - | 2001 QE287             | 17 d'agost de 2001     | Socorro              | LINEAR         |
| 193922 - | 2001 QC288             | 17 d'agost de 2001     | Socorro              | LINEAR         |
| 193923 - | 2001 QY291             | 16 d'agost de 2001     | Socorro              | LINEAR         |
| 193924 - | 2001 QR293             | 28 d'agost de 2001     | Bergisch Gladbach    | W. Bickel      |
| 193925 - | 2001 QC330             | 25 d'agost de 2001     | Anderson Mesa        | LONEOS         |
| 193926 - | 2001 RW2               | 9 de setembre de 2001  | Desert Eagle         | W. K. Y. Yeung |
| 193927 - | 2001 RQ5               | 9 de setembre de 2001  | Desert Eagle         | W. K. Y. Yeung |
| 193928 - | 2001 RJ15              | 10 de setembre de 2001 | Socorro              | LINEAR         |
| 193929 - | 2001 RF21              | 7 de setembre de 2001  | Socorro              | LINEAR         |
| 193930 - | 2001 RF22              | 7 de setembre de 2001  | Socorro              | LINEAR         |
| 193931 - | 2001 RM25              | 7 de setembre de 2001  | Socorro              | LINEAR         |
| 193932 - | 2001 RO25              | 7 de setembre de 2001  | Socorro              | LINEAR         |
| 193933 - | 2001 RR25              | 7 de setembre de 2001  | Socorro              | LINEAR         |
| 193934 - | 2001 RW27              | 7 de setembre de 2001  | Socorro              | LINEAR         |
| 193935 - | 2001 RX27              | 7 de setembre de 2001  | Socorro              | LINEAR         |
| 193936 - | 2001 RG28              | 7 de setembre de 2001  | Socorro              | LINEAR         |
| 193937 - | 2001 RT28              | 7 de setembre de 2001  | Socorro              | LINEAR         |
| 193938 - | 2001 RU30              | 7 de setembre de 2001  | Socorro              | LINEAR         |
| 193939 - | 2001 RL32              | 8 de setembre de 2001  | Socorro              | LINEAR         |
| 193940 - | 2001 RC34              | 8 de setembre de 2001  | Socorro              | LINEAR         |
| 193941 - | 2001 RV34              | 8 de setembre de 2001  | Socorro              | LINEAR         |
| 193942 - | 2001 RQ36              | 8 de setembre de 2001  | Socorro              | LINEAR         |
| 193943 - | 2001 RV37              | 8 de setembre de 2001  | Socorro              | LINEAR         |
| 193944 - | 2001 RY38              | 9 de setembre de 2001  | Socorro              | LINEAR         |
| 193945 - | 2001 RT42              | 11 de setembre de 2001 | Socorro              | LINEAR         |
| 193946 - | 2001 RH43              | 11 de setembre de 2001 | Oakley               | Oakley         |
| 193947 - | 2001 RA46              | 15 de setembre de 2001 | Emerald Lane         | L. Ball        |
| 193948 - | 2001 RQ47              | 12 de setembre de 2001 | Socorro              | LINEAR         |
| 193949 - | 2001 RM52              | 12 de setembre de 2001 | Socorro              | LINEAR         |
| 193950 - | 2001 RP56              | 12 de setembre de 2001 | Socorro              | LINEAR         |
| 193951 - | 2001 RK58              | 12 de setembre de 2001 | Socorro              | LINEAR         |
| 193952 - | 2001 RH62              | 12 de setembre de 2001 | Socorro              | LINEAR         |
| 193953 - | 2001 RP64              | 10 de setembre de 2001 | Socorro              | LINEAR         |
| 193954 - | 2001 RW65              | 10 de setembre de 2001 | Socorro              | LINEAR         |
| 193955 - | 2001 RC68              | 10 de setembre de 2001 | Socorro              | LINEAR         |
| 193956 - | 2001 RU68              | 10 de setembre de 2001 | Socorro              | LINEAR         |
| 193957 - | 2001 RX72              | 10 de setembre de 2001 | Socorro              | LINEAR         |
| 193958 - | 2001 RH74              | 10 de setembre de 2001 | Socorro              | LINEAR         |
| 193959 - | 2001 RL80              | 13 de setembre de 2001 | Palomar              | NEAT           |
| 193960 - | 2001 RG81              | 14 de setembre de 2001 | Palomar              | NEAT           |
| 193961 - | 2001 RE83              | 11 de setembre de 2001 | Anderson Mesa        | LONEOS         |
| 193962 - | 2001 RK86              | 11 de setembre de 2001 | Anderson Mesa        | LONEOS         |
| 193963 - | 2001 RM88              | 11 de setembre de 2001 | Anderson Mesa        | LONEOS         |
| 193964 - | 2001 RD90              | 11 de setembre de 2001 | Anderson Mesa        | LONEOS         |
| 193965 - | 2001 RE90              | 11 de setembre de 2001 | Anderson Mesa        | LONEOS         |
| 193966 - | 2001 RA92              | 11 de setembre de 2001 | Anderson Mesa        | LONEOS         |
| 193967 - | 2001 RC93              | 11 de setembre de 2001 | Anderson Mesa        | LONEOS         |
| 193968 - | 2001 RV93              | 11 de setembre de 2001 | Anderson Mesa        | LONEOS         |
| 193969 - | 2001 RY94              | 11 de setembre de 2001 | Anderson Mesa        | LONEOS         |
| 193970 - | 2001 RW98              | 12 de setembre de 2001 | Socorro              | LINEAR         |
| 193971 - | 2001 RW99              | 12 de setembre de 2001 | Socorro              | LINEAR         |
| 193972 - | 2001 RD102             | 12 de setembre de 2001 | Socorro              | LINEAR         |
| 193973 - | 2001 RA103             | 12 de setembre de 2001 | Socorro              | LINEAR         |
| 193974 - | 2001 RW104             | 12 de setembre de 2001 | Socorro              | LINEAR         |
| 193975 - | 2001 RQ106             | 12 de setembre de 2001 | Socorro              | LINEAR         |
| 193976 - | 2001 RV116             | 12 de setembre de 2001 | Socorro              | LINEAR         |
| 193977 - | 2001 RG120             | 12 de setembre de 2001 | Socorro              | LINEAR         |
| 193978 - | 2001 RD121             | 12 de setembre de 2001 | Socorro              | LINEAR         |
| 193979 - | 2001 RK124             | 12 de setembre de 2001 | Socorro              | LINEAR         |
| 193980 - | 2001 RL125             | 12 de setembre de 2001 | Socorro              | LINEAR         |
| 193981 - | 2001 RB126             | 12 de setembre de 2001 | Socorro              | LINEAR         |
| 193982 - | 2001 RK126             | 12 de setembre de 2001 | Socorro              | LINEAR         |
| 193983 - | 2001 RE127             | 12 de setembre de 2001 | Socorro              | LINEAR         |
| 193984 - | 2001 RU130             | 12 de setembre de 2001 | Socorro              | LINEAR         |
| 193985 - | 2001 RQ132             | 12 de setembre de 2001 | Socorro              | LINEAR         |
| 193986 - | 2001 RC134             | 12 de setembre de 2001 | Socorro              | LINEAR         |
| 193987 - | 2001 RZ135             | 12 de setembre de 2001 | Socorro              | LINEAR         |
| 193988 - | 2001 RC137             | 12 de setembre de 2001 | Socorro              | LINEAR         |
| 193989 - | 2001 RC141             | 12 de setembre de 2001 | Socorro              | LINEAR         |
| 193990 - | 2001 RQ147             | 9 de setembre de 2001  | Haleakala            | NEAT           |
| 193991 - | 2001 RA149             | 10 de setembre de 2001 | Anderson Mesa        | LONEOS         |
| 193992 - | 2001 RJ149             | 10 de setembre de 2001 | Socorro              | LINEAR         |
| 193993 - | 2001 RX150             | 11 de setembre de 2001 | Anderson Mesa        | LONEOS         |
| 193994 - | 2001 RE151             | 11 de setembre de 2001 | Anderson Mesa        | LONEOS         |
| 193995 - | 2001 RK151             | 11 de setembre de 2001 | Anderson Mesa        | LONEOS         |
| 193996 - | 2001 RE152             | 11 de setembre de 2001 | Anderson Mesa        | LONEOS         |
| 193997 - | 2001 RM152             | 11 de setembre de 2001 | Anderson Mesa        | LONEOS         |
| 193998 - | 2001 RP152             | 11 de setembre de 2001 | Anderson Mesa        | LONEOS         |
| 193999 - | 2001 RO153             | 13 de setembre de 2001 | Nashville            | R. Clingan     |
| 194000 - | 2001 RC154             | 15 de setembre de 2001 | Palomar              | NEAT           |